# Sumatra

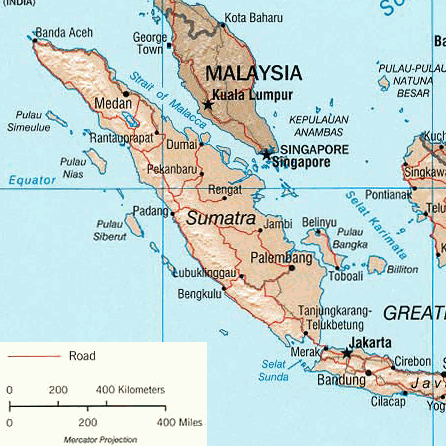
Sumatra

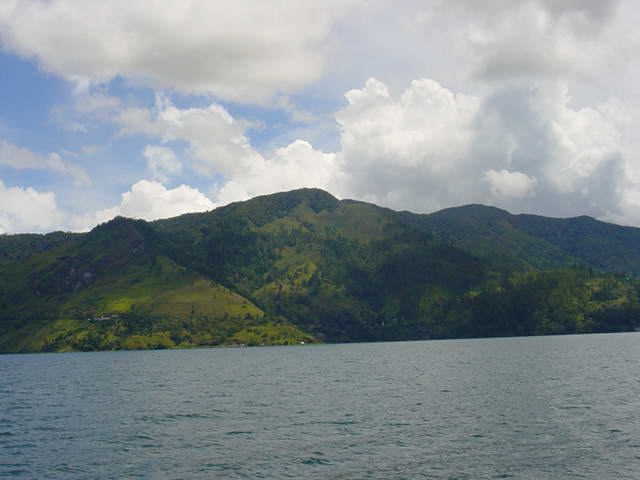
Lacul Toba

Sumatra (denumită Sumátra) sau Sumatera, este o insulă cu 473.000 km² din Oceanul Indian, aparținând Indoneziei fiind ca mărime pe locul șase pe glob. În această suprafață este inclusă și suprafața insulițelor înconjurătoare care împreună însumează 50.000 km².

## Geografie
Orientarea insulei este nord-vest; sud-est având o lungime de 1.700 de km, iar lățimea e de 370 km, mijlocul fiind traversat de ecuator. Munții Barisan (Peg Barisan) urmează linia coastei cu o înălțime ce crește spre sud. Astfel că Mount Kerinchi (Gunung Kerinci) atinge 3.805 m, fiind și alți masivi vulcanici activi ce ating 3000 înălțime. În aceste regiuni muntoase este un sol foarte roditor cu peisaje încântătoare (de ex. Lacul Toba). Partea estică a insulei este joasă având o lățime ce atinge 300 km, aproape jumătate din suprafața ei fiind mlăștinoasă. Sumatra cu insulele aparținătoare alcătuiesc un lanț de peste 5000 de km, fiind insula cea mai vestică dintre insulele Java, Bali respectiv Flores îce aparțin dentinzându-se până la Insulele Moluce de lângă Noua Guinee.
La sud de Sumatra se află strâmtoarea sau canalul Sunda cu o lățime de 40 km, ce desparte Sumatra de insula Java. În partea sudică a strâmtorii se află o serie de insulițe, pe una din ele se află vulcanul temut Krakatau (816 m măsurat la 1883 și 1930). De partea cealaltă, estică a strâmtorii care aici atinge 600 km lățime, se află insula uriașă ca suprafață Borneo în schimb puțin locuit. În nord fiind despărțit prin strâmtoarea Malakka de peninsula Malaezia și Singapore. Strâmtoarea Malakka are un trafic naval intens fiind în același timp periculos prin acțiunile frecvente de piraterie din această regiune. La nord-vest de capul Aceh la o depărtare de 200 până la 1000 km se află grupele de insule Andamanen și Nikobaren care cu toate că sunt foarte îndepărtate aparțin de India.
Sumatra ca și restul Indoneziei este caracterizat printr-un număr mare de vulcani activi, (Cercul de foc al Pacificului) ce atrage după sine cutremure de pământ. Astfel la data de 26 septembrie 2004 a fost un cutremur submarin în Oceanul Indian care a format valuri uriașe de peste 30 de m, cu viteza de 800 km/oră, aprecierea victimelor omenești fiind de 150.000 din care numai Sumatra cu peste 94.000 de pierderi de vieți omenești. 

La 28 martie 2005 are loc un cutremur cu epicentrul situat la 200 de km sud-vest, reactivând unii vulcani, a cauzat pe insulă, la fel și pe cele învecinate pierderi importante material și de vieți omenești.

## Natura
Exploatarea nerațională forestieră, și vânatul fără a ține cont de animale pe cale de dispariție au dus la pagube importante unele de neredresat a florei (3.500 specii) și faunei locale. Cu toate măsurile de protecție luate ca parcuri naționale, nerespectarea legilor de o administrație coruptă, a zădărnicit măsurile de protecție a naturii.
Datorită așezării sale geografice Sumatra cu restul încă imens de păduri ecuatoriale, și cu o fauna specifică (ca tapiri, urangutani, macaci, giboni, tucani, elefantul și tigrul de Sumatra) este renumită pe plan mondial.

## Populația
După recensământul din 2004 numărul populației insulei era de 44 milioane, cu o densitate de 100 locuitori/km² cu 10 ori mai puțin ca pe insula Java. Limba vorbită de majoritate populației este malaeza cu peste 50 de dialecte ce domină mai ales estul insulei, orașe fiind și chinezi, indieni sau arabi. În regiunile muntoase sunt grupe de populație ca Minangkabau, Lampung, Batak și Achinezi.
- Religia populației (90% musulmani), (8% creștini) restul hinduișt und animiști.